# Parada (forma sceniczna)
Parada – pierwotnie krótka scenka grana dawniej za darmo na zewnątrz jarmarcznej budy, aby przyciągnąć widzów. Z czasem parady przeniesiono z teatru jarmarcznego do dworskiego przekształcając je na coś w rodzaju skeczu. W XVIII w. parada (podobnie jak commedia dell’arte) miała swoje określone postacie: Kasander – naiwny ojciec, opiekun bądź oszukiwany mąż Izabelli; Izabella – płocha i fałszywa wykwintnisia; Leander – amant Izabelli, łączył w sobie cechy prostego żołnierza jak i zarozumiałego fircyka; Gil – prostoduszny, chociaż rozsądny służący Kasandra. Parady obfitowały w gry słowne, kalambury, przejęzyczenia i dowcipy.
Do najsłynniejszych autorów parad zalicza się Jan Nepomucen Potocki, który napisał dla łańcuckiej sceny sześć parad w języku francuskim: „Gil zakochany”, „Kalendarz starych mężów”, „Mieszczanin aktorem”, „Podróż Kasandra do Indii”, „Kasander literatem”, „Kasander demokrata”.